# Schwimmdock Daressalam (1900)

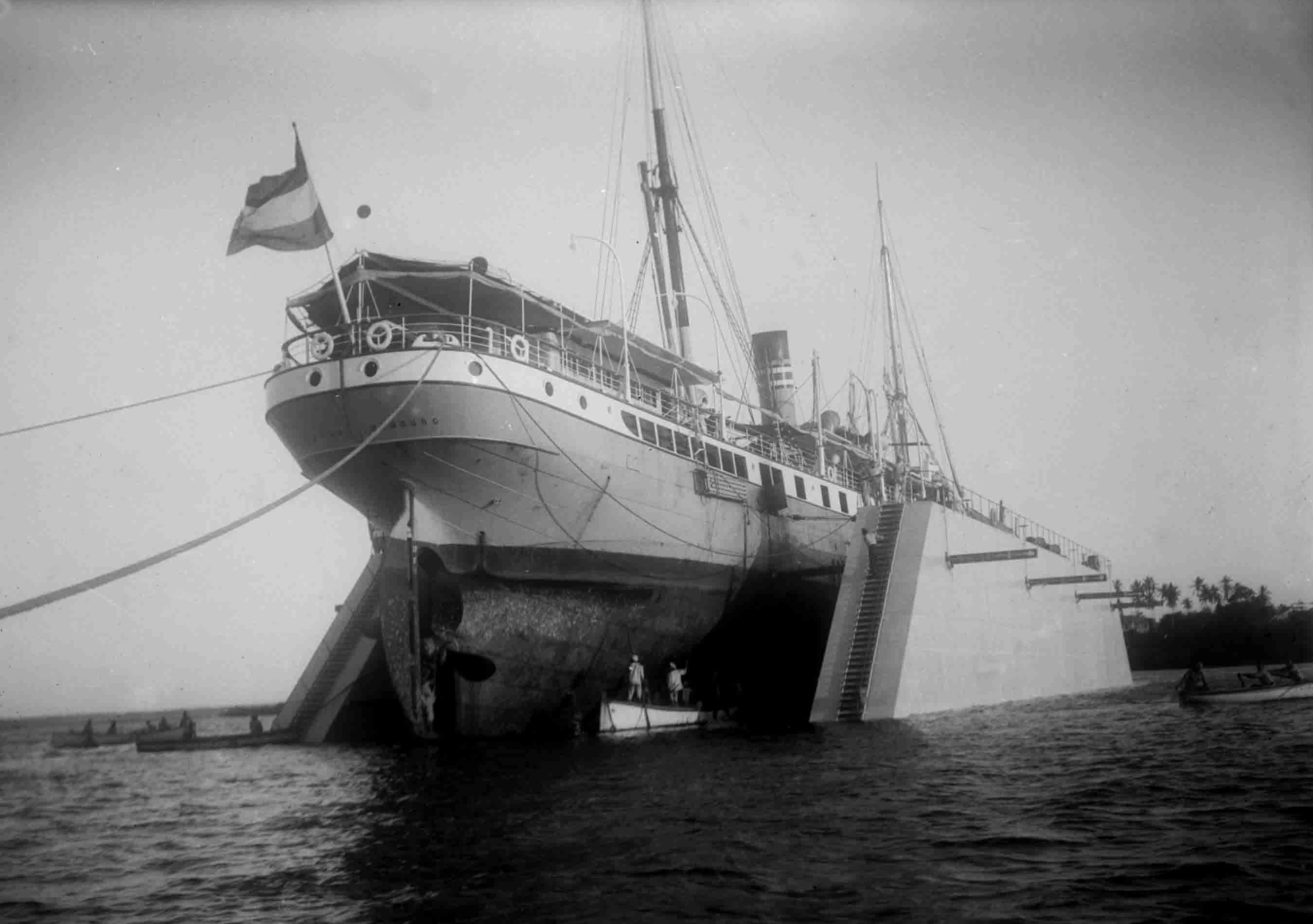
Das Schwimmdock Daressalam mit dem Schiff Safari (1.433 BRT) der DOAL (Foto von Kurt von Schleinitz, aufgenommen zw. 1907 und 1914)

Das Schwimmdock Daressalam war ein tauchfähiges Pontonsystem zur Wartung von Schiffen. Es war von 1902 bis 1914 das erste Schiffsdock des Hafens Daressalam und der ostafrikanischen Küste. Als Gouvernements-Schwimmdock gehörte es dem Fiskus der Kolonie Deutsch-Ostafrika. Es war damit ein fiskalisches Schiffsfahrzeug und Teil der Flottille des Schutzgebietes. Kurz nach dem Beginn des Ersten Weltkrieges wurde das Dock als Hafensperre versenkt.

## Konstruktion
| Kenngröße              | Wert/Beschreibung        |
| ---------------------- | ------------------------ |
| Bauwerft               | Howaldtswerke            |
| Baukosten              | 660.000 Mark             |
| Fertigstellung         | 1900                     |
| Inbetriebnahme         | 1902                     |
| Länge                  | 64,77 Meter (213 Fuß)    |
| Breite                 | 22 Meter (72 Fuß)        |
| Lichte Weite           | 17 Meter (56 Fuß)        |
| max. Tiefgang (Docken) | ca. 6 Meter (20 Fuß)     |
| Anzahl Pontons         | 4                        |
| Länge eines Pontons    | 15,24 Meter (50 Fuß)     |
| max. Hebekraft         | 1.800 Tonnen             |
| Verbleib               | 1914 als Sperre versenkt |

Das Dock war ein zweiseitiges stählernes Ponton-Schwimmdock. Den Boden bildeten vier Pontons, die zu Wartungszwecken abmontiert werden konnten. Die Pontons waren mit Zwischenräumen von 1,27 Metern angeordnet. Auf dem Boden standen die beiden länglichen Seitenwände. In dem Dock befanden sich eine Dampfmaschine, Pumpen sowie Luft- bzw. Wassertanks. Zur Aufnahme eines Schiffes wurden die Tanks teilweise mit Wasser gefüllt, bis das Dock sich so weit senkte, dass ein Schiff zwischen die beiden Seitenwände des Docks einfahren konnte. Zur Hebung des Docks trieb die Dampfmaschine die Pumpen an, wodurch sich die gefluteten Tanks wieder entleerten und das Dock Auftrieb bekam. Das Dock – samt dem darin befindlichen Schiff – wurde dadurch aus dem Wasser gehoben. Die Lage des Schiffes sicherten Stützbalken, die sich in den Dockwänden befanden und den Schiffsrumpf seitlich fixierten. Die Hebekraft bewältigte die um das Jahr 1900 auf der ostafrikanischen Marinestation befindlichen Kleinen Kreuzer sowie Handelsschiffe mittlerer Größe und Küstenschiffe. Ein Überstehen von Bug und Heck des Schiffes war in den Grenzen des Gleichgewichts und der Belastbarkeit möglich. Bei Senkungsproben stand die Wasserlinie sechs Meter über dem Fußpunkt des aufnehmenden Schiffes. Die Hebung erfolgte binnen etwa einer Stunde.
Für die Hebung von Schiffen mit über 100 Meter Länge hätte das Dock verlängert werden müssen. Durch das Hinzufügen von drei weiteren Pontons und die Verlängerung der Seitenwände wäre die Hebekraft auf rund 3000 Tonnen gesteigert worden. Das war aber nur eine Planung und wurde, soweit bekannt, nicht umgesetzt.

## Betrieb

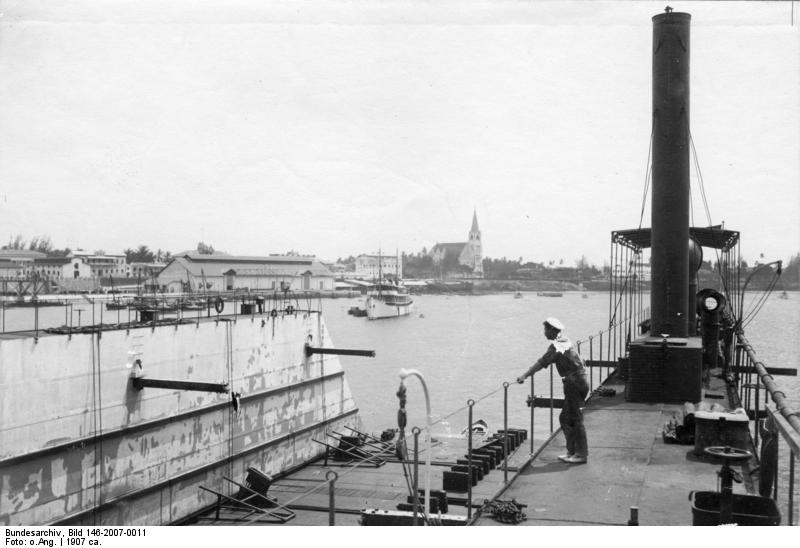
Sicht von einer der Seitenwände auf das Dock; gut erkennbar sind der Schornstein der Dampfmaschine (rechts) und die seitlichen Stützbalken (links). Foto von 1907, während des Besuchs von Staatssekretär Dernburg.

In dem Dock führten die Flottillen-Werkstätten des Gouvernements Wartungen an deutschen und ausländischen Schiffen aus. Die Angestellten unterstanden direkt dem Kaiserlichen Gouvernement. Im Juni 1903 waren drei Europäer und fünfzig Nicht-Europäer als Handwerker bei den Werkstätten beschäftigt. Die Aufsicht über den Betrieb lag beim seemännischen Beirat des Kaiserlichen Gouvernements. Zu den angebotenen Leistungen zählten neben Säuberungen und Anstrichen auch Reparaturen am Schiffsrumpf. Zudem boten die Werkstätten jede Art von Holz- und Metallbearbeitungen an. Das Dock führte ein weißes Ankerlicht und war durch zwei Schifffahrtszeichen (Tonnen) gekennzeichnet.
Laut Gebührentarif vom 30. Juni 1904 kosteten die ersten 24 Stunden Liegezeit inklusive Ein- und Ausdocken pro Registertonne bis einschließlich 1.000 Tonnen 35 Heller und über 1.000 Tonnen 32 Heller pro Registertonnen. Die Mindestgebühr betrug 170 Rupien. Für alle folgenden 24 Stunden wurden pro Registertonne 18 Heller, mindestens jedoch 30 Rupien erhoben. Für Schiffe, die das Dock länger als 14 Tage benutzten, trat von diesem Zeitpunkt an eine Ermäßigung um zehn Prozent ein. Kriegsschiffe aller Nationen sowie Regierungsfahrzeuge nicht-deutscher Kolonien erhielten ebenfalls eine zehnprozentige Ermäßigung. Dieselbe Ermäßigung erhielten Schiffe, die das Dock innerhalb einer Jahresfrist wiederholt nutzten. Für das Ein- und Ausdocken an Sonn- und Feiertagen wurde ein Zuschlag verlangt.
Am 1. April 1913 ging der Betrieb der Gouvernements-Flottille einschließlich des Schwimmdocks an die Ostafrikanische Eisenbahngesellschaft über.

## Geschichte

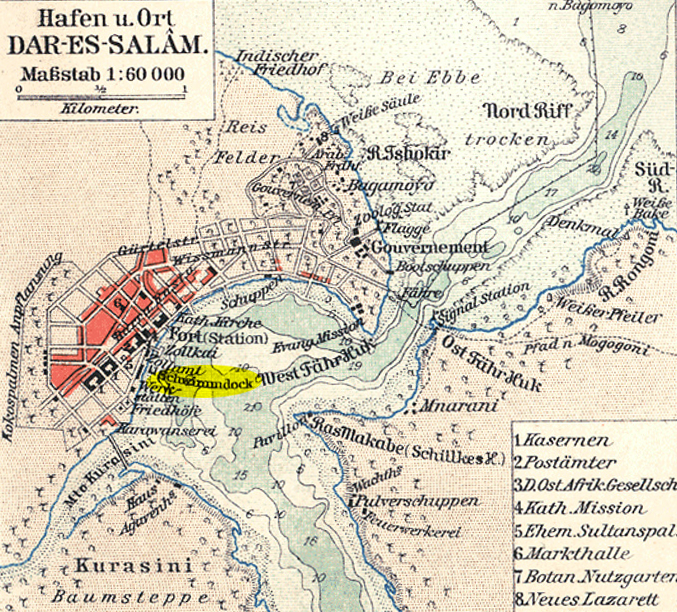
Liegeplatz des Schwimmdocks im Hafen von Daressalam um 1905 (in Gelb)

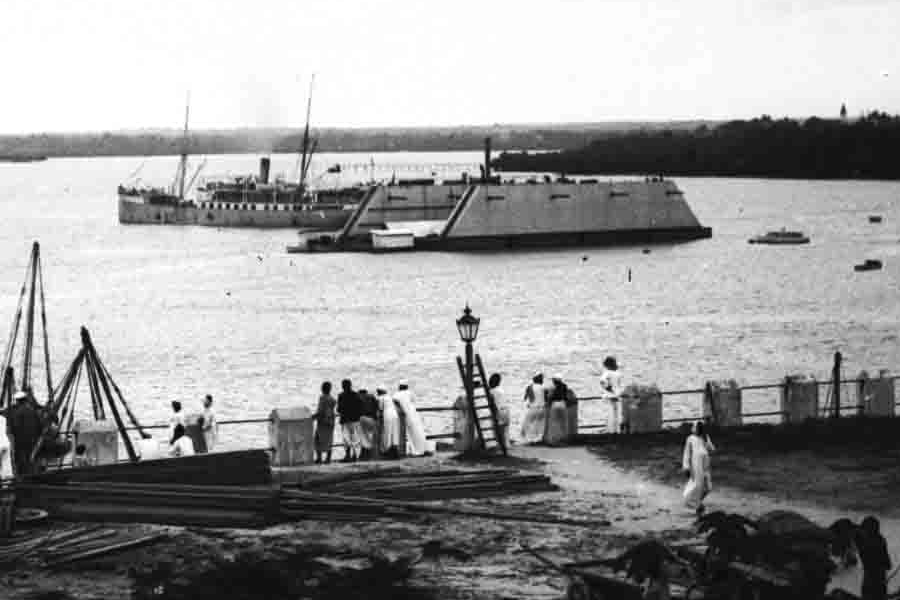
Erster Liegeplatz des Schwimmdocks neben der Zollbrücke (Zollkai) von Daressalam

Zweiter Liegeplatz unweit des Kurasini-Ufers (ca. 1913/14, Betrieb des Docks durch die Ostafrikanische Eisenbahngesellschaft)

Das Schwimmdock sollte die kaiserlich-deutsche Marine von den britischen Docks in Bombay, Kalkutta und Kapstadt unabhängiger machen. In der Debatte zum Budget des Dockbaus im Reichstag zweifelte der liberale Abgeordnete Hermann Frese, ob die Breite des Docks – die er mit 16 Metern angab – ausreichen würde, um der Anforderung des Militärs und der Wirtschaftlichkeit zu genügen. Der Kommissar des Bundesrates, Korvettenkapitän Carl Paschen, entgegnete in seiner Einschätzung, das Dock genüge auch in Bezug auf seine Breite allen Anforderungen der kommenden Jahre. Die Budget-Position wurde daraufhin bewilligt.
Im Frühjahr 1900 wurde das Dock auf der Howaldtswerft in Kiel hergestellt und auf dem Trockenen vorläufig zusammengesetzt. Nach der Begutachtung durch die auftraggebende Kolonialabteilung des Auswärtigen Amtes wurden die Einzelteile nach Daressalam verschifft. Der Transport erfolgte mit dem Schiff India, das von der Howaldtswerft angemietet worden war und via Sueskanal nach Ostafrika fuhr. Am 13. August 1900 traf die India in Daressalam ein. Die Elemente des Docks konnten aufgrund geringer Löschkapazität des Hafens Daressalam nur unter großen Schwierigkeiten mit Leichtern an Land gebracht werden. Der Stapellauf in Daressalam erfolgte am 19. Mai 1901.
Nach dem Zusammenbau des Docks erfolgten Erprobungen. Am 6. August 1901 fand die Abnahmeerprobung der Kessel- und Maschinenanlage statt, bei der jedoch eine ungenügende Maschinenleistung beanstandet wurde. Am 12. August 1901 wollten die Howaldtswerke eine Probedockung mit einem Ponton präsentieren. Bei diesem Test sank das Dock, knapp ein Jahr nach der Anlieferung, auf den Hafengrund. Nach einem Bericht der Deutsch-Ostafrikanischen Zeitung lag das Dock in einer durchschnittlichen Wassertiefe von 15 Metern. Nur bei Niedrigwasser ragten das obere Ende des Schornsteins und Messstangen aus der Wasseroberfläche hervor. Das Gouvernement nannte als Ursachen des Untergangs Undichtigkeit und „Versagen der Dockmaschinerie“. Dies hatte zufolge, dass das Dock die Wasserlinie vollends unterschritt und selbst gehoben werden musste. Die Hebung erfolgte am 12. Januar 1902 durch das schwedische Schiff Heracles der nordischen Bergungsgesellschaft Neptun mittels Druckluft. Zur Wiederherstellung und Abnahme entsandte das Auswärtige Amt im September 1902 den Regierungsbaumeister und späteren Direktor des Dortmunder Hafens, Georg Heinrich Schmidt (1868–1937), als kommissarischen Vertreter nach Deutsch-Ostafrika. Am 5. November 1902 wurde das Dock von einer Kommission des Gouvernements als gebrauchsfertig übernommen. Als erstes Schiff wurde am 25. November 1902 der Gouvernementsdampfer Juba (780 Tonnen, 60 Meter Länge) aus Britisch-Ostafrika gedockt. Im Januar 1904 berichtete die Deutsche Kolonialzeitung vom problemlosen Docken des Kleinen Kreuzers Sperber (ca. 1.200 Tonnen, 67 Meter Länge).
Das Dock wurde international, besonders von britischer Seite, geschätzt. In zeitgenössischen Veröffentlichungen wurde die moderne Bauart gelobt. Das Dock wurde im Artikel über Daressalam in der Encyclopædia Britannica von 1911 genannt. In deutschen Publikationen wurde das Dock aber als zu klein und unwirtschaftlich erachtet. Da noch während der Bauzeit des Docks fast alle Linien in der Region größere Schiffe einsetzten, schließe die Abmessung die Nutzung durch die meisten zivilen Schiffe aus. Zudem herrsche durch ein neues Dock in Durban ein verschärfter Wettbewerb. Zur Verzinsung des Anlagekapitals seien die Einnahmen bei weitem nicht ausreichend. Dies entsprach der bereits um 1900 im Reichstag geäußerten Kritik.
Der Liegeplatz des Docks befand sich zunächst neben der Zollbrücke direkt am Ort Daressalam. 1911 wurde es samt der Markierungstonnen an die Südseite des Hafens vor die Werft am Kurasini-Ufer verlegt. Vom Dezember 1909 bis März 1910 wurde das Dock einer größeren Reparatur unterzogen, wobei der Kessel eine neue Feuerbüchse erhielt. Im Juni 1912 wurde das Dock nochmals für Ausbesserungen mehrere Monate außer Betrieb genommen.
Der Beginn des Ersten Weltkriegs in Ostafrika markierte das Ende des Schwimmdocks Daressalam. Auf Anregung von Korvettenkapitän Gustav Zimmer befahl Gouverneur Heinrich Schnee, das Dock zum Schutz der Stadt in der Hafeneinfahrt von Daressalam auf Grund zu setzen. Die Versenkung erfolgte in der Nacht vom 5. auf den 6. August 1914. In der stellenweise nur 250 Meter breiten und bis zu 20 Meter tiefen Einmündung sollte das Dock Hochseeschiffen die Durchfahrt deutlich erschweren. Allerdings führte die Versenkung nur teilweise zum Ziel, da das versenkte Dock nur eine Seite der Einfahrt blockierte.⊙ Aufgrund des Hindernisses war der Hafen von Daressalam jedoch auch für die deutsche Seite militärisch kaum noch nutzbar. Die britische Marine akzeptierte die weiße Flagge über Daressalam am 8. August 1914 daher nur unter der Bedingung, dass das Schwimmdock nicht gehoben wurde. Über den weiteren Verbleib ist wenig bekannt. Die Briten erwogen nach der Besetzung von Daressalam im Jahr 1916 eine erneute Inbetriebnahme, doch die Bergung wurde als undurchführbar erachtet. Einem Bericht der Kolonialen Rundschau aus dem Jahr 1922 zufolge lagen Reste des Docks nach Kriegsende noch am Versenkungsort in der Fahrrinne zum Hafen Daressalam. Auch spätere Berichte und Bildangaben nennen noch Überreste des Docks in der Hafeneinfahrt. Auf einem Foto aus den frühen 1950er Jahren sind die beiden Seitenwände noch gut erkennbar.

## Erinnerung
Das Schwimmdock in Daressalam war als Bildmotiv und Sammelbild Nr. 5 Teil einer Serie des Cigaretten-Bilderdienstes Dresden aus dem Jahre 1936. Die originale Bildbeschriftung aus dem dazugehörigen Sammelalbum lautet:

„Schwimmdock in Daresſalam. Das von der Kolonialverwaltung in Daresſalam errichtete Schwimmdock ermöglichte es, beſchädigte Schiffe auszubeſſern. Es war 64,8 m lang und hatte eine Tragfähigkeit von 1.800 t.“

Als Vorlage des Bildes diente offenbar das obige Foto von Kurt von Schleinitz aus den Jahren von 1907 bis 1914.